# Polydesmus coarctatus
Polydesmus coarctatus är en mångfotingart som beskrevs av Henri Saussure 1860. Polydesmus coarctatus ingår i släktet Polydesmus och familjen plattdubbelfotingar. Inga underarter finns listade i Catalogue of Life.